# خودپیرایی

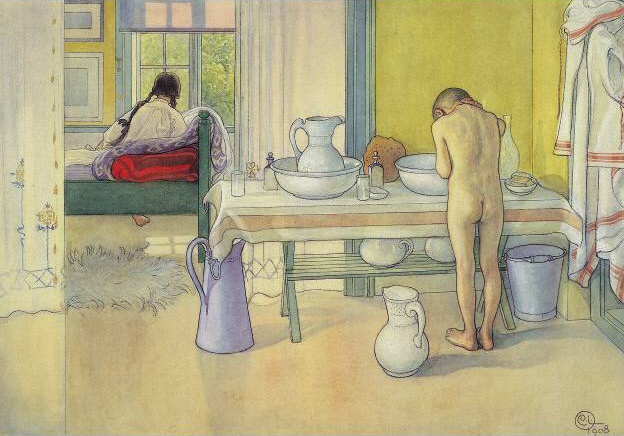
صبح تابستانی (در اسپاداروت)، اثر کارل لارشون، ۱۹۰۸ میلادی

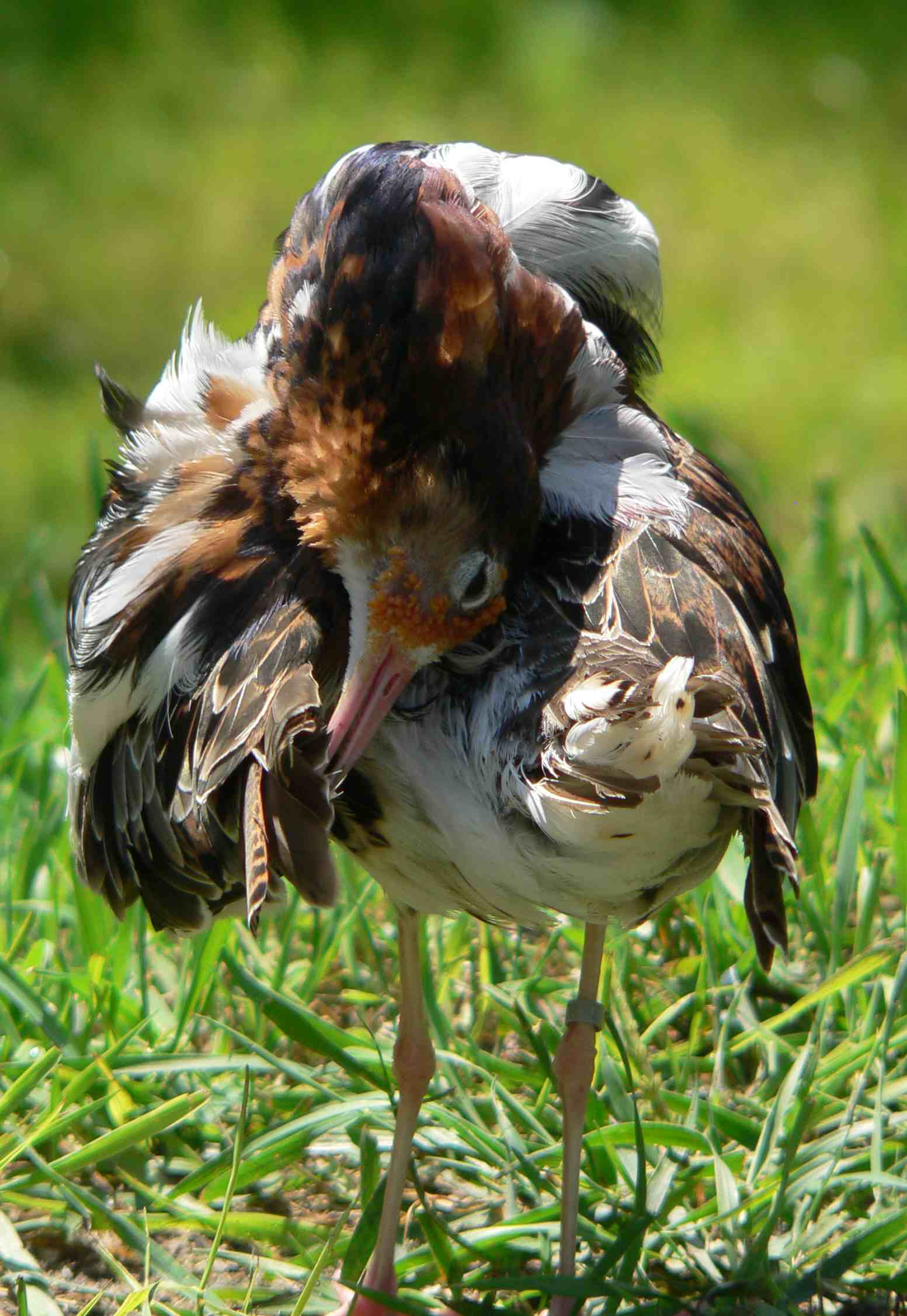
پرآرایی یک تلیله شکیل نر

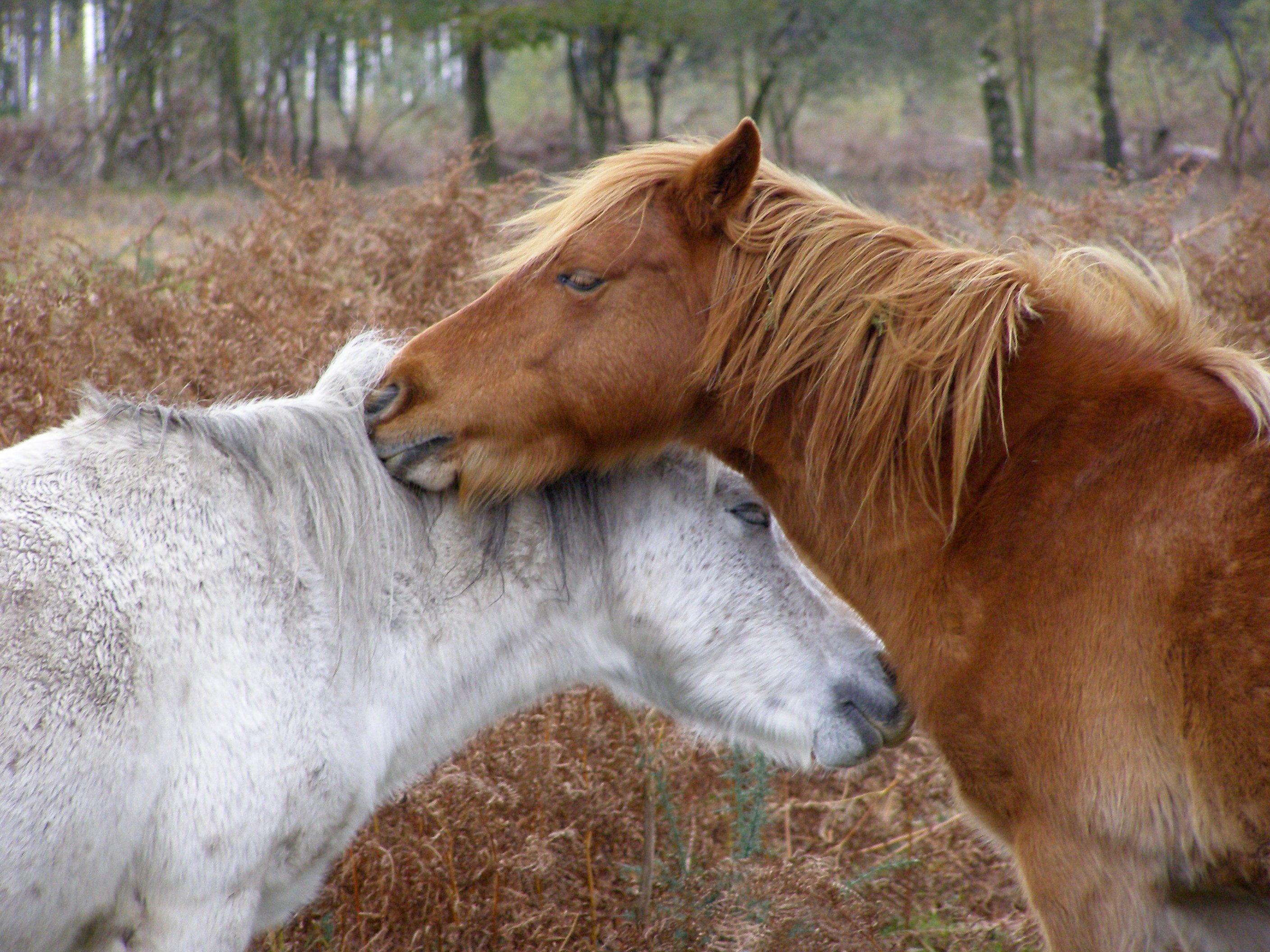
جوریدن متقابل پونی‌ها در ترف هیل، نیوفارست، بریتانیا

خودپیرایی (انگلیسی: Personal grooming) یا پیرایش شخصی یک توانمندی و تمرین تمیز کردن و نگهداری اعضای بدن است. این یک «رفتار نوع گونه» طبقه‌بندی می‌شود.

## در جانوران
تک تک جانوران به‌طور مرتب خود را تمیز می‌کنند و خز، پر یا دیگر پوشش‌های پوستی خود را مرتب می‌کنند. این فعالیت به عنوان نظافت شخصی، نوعی بهداشت شناخته می‌شود. بیرون آوردن اجسام خارجی مانند حشرات، برگ‌ها، خاک، شاخه‌ها و انگل‌ها نوعی نظافت است. در میان جانوران، پرندگان زمان زیادی را صرف باز کردن پرهای خود می‌کنند. این کار برای حذف انگل‌های خارجی، نگه داشتن پرها در شرایط آیرودینامیکی خوب و ضدآب بودن آن‌ها انجام می‌شود. برای انجام این کار، از روغن پرین ترشح‌شده توسط غده اوروپیژیال، گرد و غبار کرک‌پرها یا راه‌های دیگری مانند غبارپاشی یا مورچه‌گیری (Anting) استفاده می‌کنند. در طول آلودگی نفتی، حامیان حفاظت از جانوران که پنگوئن‌ها را نجات می‌دهند، گاهی ژاکت‌های بافتنی به آن‌ها می‌پوشانند تا از پرآرایی و در نتیجه خوردن روغن معدنی که سمی است، جلوگیری کنند. میمون‌ها همچنین ممکن است برای تمیز نگه داشتن خود، از موهای خود حشرات را جدا کنند یا پشت خود را بخارانند. گربه‌ها به دلیل نظافت گسترده خود شناخته می‌شوند. گربه‌ها آنقدر خود را نظافت می‌کنند که اغلب از خزهایی که می‌خورند، گلوله‌های مو تولید می‌کنند. بسیاری از گونه‌های پستانداران نیز پس از جفت‌گیری اندام تناسلی خود را نظافت می‌کنند.

## پیرایش به عنوان یک فعالیت اجتماعی
بسیاری از حیوانات اجتماعی رفتارهای مراقبت و نظافت را برای اهداف اجتماعی دیگر مانند پیوند و تقویت ساختارهای اجتماعی تطبیق می‌دهند. پیرایش نقش مهمی در ایجاد پیوندهای اجتماعی در بسیاری از گونه‌های نخستی مانند بابون دماغه و شنل‌پوش گریان ایفا می‌کند.

## پیراستگی متقابل در روابط انسانی
در نوع بشر، پیراستگی متقابل ارتباط تنگاتنگی با پیراستگی اجتماعی دارد که به عنوان فرآیندی تعریف می‌شود که طی آن انسان‌ها یکی از غریزه‌های اساسی خود مانند معاشرت، همکاری و یادگیری از یکدیگر را برآورده می‌کنند. در تحقیقی که توسط هالی نلسون (از دانشگاه نیوهمپشایر) انجام شد، افرادی که شریک عاشقانه خود را انتخاب کردند، نسبت به دیگرانی که بر روی انواع دیگر روابط متمرکز بودند، نظافت بیشتری را گزارش کردند. از این رو، این مطالعه این فرضیه را مطرح کرد که پیراستگی متقابل با رضایت از رابطه، اعتماد و تجربه پیشین از محبت در خانواده مرتبط است. آن‌ها ادعا می‌کنند که اگرچه انسان‌ها همدیگر را با همان شور و حرارتی که گونه‌های دیگر انجام می‌دهند پیرایش نمی‌کنند، اما به‌عنوان پیرایشگر، عالی عمل می‌کنند؛ بنابراین، پیراستگی متقابل انسان نقش مهمی در پیوند جفت ایفا می‌کند. در همین تحقیق، محققان دریافتند که افرادی که دارای نگرش‌های بی‌حرمتی هستند و افرادی که در مقیاس فرعی اضطراب در مقیاس سبک دلبستگی بزرگسالان امتیاز بالایی کسب کرده‌اند، تمایل بیشتری به اصلاح شریک زندگی خود دارند. این یافته‌ها همچنین با برخی از کارکردهای آراستگی مطابقت داشت: شاخص بالقوه والدین، ایجاد اعتماد و معاشقه یا لاس‌زنی.
یک مطالعه تجربی اخیر توسط Seinenu Thein-Lemelson (دانشگاه کالیفرنیا، برکلی) از یک رویکرد رفتارشناسی جانوران برای بررسی تفاوت‌های بین‌فرهنگی در نظافت انسان در رابطه با رفتارهای مراقبتی استفاده کرد. داده‌های طبیعت‌گرایانه از طریق پیگیری‌های ویدئویی کانونی با کودکان در طول فعالیت‌های معمول جمع‌آوری شد و سپس برای رفتارهای نظافت کدگذاری شد. این مقایسهٔ بین فرهنگی خانواده‌های شهری در برمه و ایالات متحده نشان می‌دهد که تفاوت‌های بین فرهنگی قابل‌توجهی در میزان نظافت مراقب از کودک وجود دارد. مراقبان برمه‌ای در نمونه، کودکان را بیشتر از مراقبان در ایالات متحده پیرایش می‌کردند. علاوه بر این، کودکان در ایالات متحده، نمونه‌های کوتاهی از نظافت متمرکز، عمدتاً در طول فعالیت‌های روزانه دارند که به صراحت حول اهداف بهداشتی (زمان حمام) ساختار یافته است، برخلاف کودک برمه‌ای که نظافت آن‌ها به‌طور یکنواخت‌تر در بین و میان فعالیت‌های روزانه توزیع می‌شود و حتی والدین برمه‌ای مراقب خطر عفونت بودند. این مطالعه مهم است زیرا تنها مطالعه در مورد نظافت انسان است که از داده‌های طبیعت‌گرایانه استفاده می‌کند.